# Лендваи, Миклош
Ми́клош Лендва́и (венг. Lendvai Miklós; 7 апреля 1975, Залаэгерсег — 20 февраля 2023) — венгерский футболист и футбольный тренер, играл на позиции центрального полузащитника. Участник Олимпийских игр (1996).

## Биография

### Клубная карьера
В течение пяти сезонов Лендваи играл за «Залаэгерсег», в составе которого сыграл в Высшем дивизионе 54 матча и забил 3 гола. В 1996 году перешёл во французский «Бордо», в составе которого отыграл один сезон и в общей сложности сыграл 15 матчей.
Затем он уехал в Швейцарию, где в течение одного сезона играл за «Лугано», за который сыграл 25 матчей. Затем в течение одного сезона играл на родине за «Ференцварош». Среди клубов, в которых он играл были клубы из Бельгии, Венгрии и Кипра. Завершил профессиональную карьеру в клубе «Залаэгерсег», а затем был играющим тренером в ряде венгерских клубов.

### Карьера в сборной
В составе составе Венгрии принимал участие на олимпийском футбольном турнире 1996 года, где сыграл в трёх матчах на групповом этапе. Сборная Венгрии проиграла 3 матча и завершила турнир на последнем месте. Всего за сборную Венгрии сыграл 23 матча и не забил ни одного гола.

### Тренерская карьера
Работал главным тренером клубов «Андрашида», «Залаэгерсег» и «Хевиз».

### Смерть
Скоропостижно скончался 20 февраля 2023 года в возрасте 47 лет. Причина его смерти не была подтверждена полицией, но по основной версии он покончил жизнь самоубийством. 24 февраля было объявлено, что он покончил с собой.